# Verseghy Ferenc (fazekas)
Verseghy Ferenc (Alsónyék, 1950–) fazekas, népi iparművész.

## Élete
Alsónyéken született. 1955-ben került Tolnára, itt végezte általános iskolai tanulmányait. A gimnáziumot is itt kezdte, de Bonyhádon fejezte be, és ott is érettségizett. 1969-ben Kaposváron kezdte el tanulni a fazekasságot a Sárköz egyik utolsó nagy mestere, Tamás László kezei alatt, aki a hazai habán kerámia felújítója, megújítója volt.
1971 óta rendszeresen zsűriztet, azóta több száz alkotását fogadta el a bizottság. 2005, az új zsűrizés óta több mint 300 alkotást bíráltak el, melyből 88 db "A" minősítést kapott. 1973-ban elnyerte a Népművészet Ifjú Mestere, 1974-ben a népi iparművész címet. Kezdetben a Kaposvári Agyagipari Szövetkezetnél, utána a Budapesti Népművészek Szövetkezeténél volt bedolgozó. 1972 óta saját műhelyében dolgozik.
1973 óta az országban több helyen mutatkozott be az alkotásaival: Tolnán, Szekszárdon, Kaposváron, Budapesten, Bonyhádon, Szigetváron, Martfűn, Pakson, Szolnokon, Mezőtúron, Karcagon és Mátészalkán. Külföldön Ausztriában, Németországban, Franciaországban, Hollandiában, Belgiumban s az egykori Szovjetunióban állított ki.

## Díjai, kitüntetései (válogatás)
- Népművészet Ifjú Mestere díj (1973)
- Népi iparművész (1974)
- Népművészet Mestere díj (2010)